# Juan Nepomuceno Zegrí Moreno
Juan Nepomuceno Zegrí y Moreno (11. října 1831, Granada – 17. března 1905, Málaga) byl španělský římskokatolický kněz, zakladatel kongregace Milosrdných sester Panny Marie Milosrdné. Katolická církev jej uctívá jako blahoslaveného.

## Život
Narodil se dne 11. října 1831 v Granadě rodičům Antoniovi de León Zegrí Abril Martínovi, rodáku z Granady, a Josefě Moreno Escudero, která pocházela z Antequery. Jeho otec byl lékařem. Pokřtěn byl ve farnosti San Gil v Granadě 12. října 1831. Jeho sourozenci byli Francisca Josefa de León Zegrí Moreno, Antonio Zegrí Moreno, María Josefa Zegrí Moreno, María de las Mercedes Zegrí Moreno a Enriqueta Zegrí Moreno.
Již během dětství pocítil povolání ke kněžství a zahájil studium na semináři San Dionisio v Granadě. V březnu roku 1853 přijal tonzuru a čtyři nižší svěcení. Dne 21. května 1853 byl vysvěcen na podjáhna a 16. prosince téhož roku přijal jáhenské svěcení, obě svěcení přijal od granadského arcibiskupa Salvadora Josého de Reyes y García de Lara. Jím byl také dne 2. června 1855 v katedrále Vtělení Páně v Granadě vysvěcen na kněze. Poté pokračoval ve studiu a v roce 1958 získal bakalářský titul a doktorát z teologie. V Granadě také v té době zastával učitelské funkce.
Byl ustanoven farářem v Huétor Santillán, kde se funkce ujal 19. června 1859. Dne 12. prosince 1864 se stal farářem v San Gabriel de Loja (část města Loja). Dne 22. února 1866 byl jmenován arciknězem v Loje.
Dne 11. května 1869 jej biskup z Málagy Esteban José Pérez y Martínez-Fernández jmenoval generálním vikářem svého biskupství. Během svého působení zde zastával také další církevní funkce. V roce 1875 byl pověřen pastorační návštěvou několika farností v diecézi a opakovaně biskupa zastupoval během jeho nepřítomnosti. V roce 1866 jej královna Isabela II. jmenovala svým kazatelem. Dne 5. února 1873 byl jmenován kanovníkem při katedrále Vtělení Páně v Málaze. 1. května 1887 jmenován královským kaplanem a funkce se ujal následujícího 24. května.
V roce 1878 založil ženskou řeholní kongregaci Milosrdných sester Panny Marie Milosrdné, jejíž členky měly sloužit nejpotřebnějším. 27. února téhož roku schválil málazský biskup stanovy nové kongregace, které jsou inspirovány Řádem mercedariánských rytířů. Následujícího 15. března první novicky oblékly hábit. Navzdory počátečním problémům se jím založená kongregace poté postupně rozrůstala a dne 10. června 1888 získala také civilní schválení.
Roku 1888 se v souvislosti s jmenováním generální představené nové kongregace zapletl do sporu, když jej některé řeholnice této kongregace obvinily z pochybení. To vyústilo v dekret Svatého stolce ze dne 7. července 1888 požadující, aby si držel odstup od kongregace. Dne 15. července 1894 byl dekretem Svatého stolce ospravedlněn ze všech obvinění, avšak sestry jej přestaly uznávat jako svého zakladatele a znovu jej za něho přijaly až po jeho smrti roku 1925.
Zemřel na následky dlouhodobé cukrovky dne 17. března 1905. Jeho pohřeb se konal v katedrále Vtělení Páně v Málaze, načež byly jeho ostatky uloženy v panteonu katedrální kapituly na hřbitově San Miguel v Málaze.

## Úcta
Dne 20. prosince 2001 jej papež sv. Jan Pavel II. podepsáním dekretu o jeho hrdinských ctnostech prohlásil za ctihodného. Dne 12. dubna 2003 byl uznán zázrak na jeho přímluvu, potřebný pro jeho blahořečení.
Blahořečen pak byl dne 9. listopadu 2003 na Svatopetrském náměstí papežem sv. Janem Pavlem II.
Jeho památka je připomínána 17. března. Bývá zobrazován v kněžském oděvu. Je patronem jím založené kongregace.